# Орёл, Александр Евстафьевич
Александр Евстафьевич Орёл (25 августа 1908 года, Санкт-Петербург — 20 июня 1997 года, Санкт-Петербург) — советский военно-морской деятель, адмирал (13 апреля 1964 года), профессор (1970), командующий Балтийским флотом ВМФ СССР (1959—1967).

## Биография
Родился 25 августа 1908 года в Санкт-Петербурге.
В Военно-морском флоте с 1929 года, член Компартии с 1937 года. Капитан 3-го ранга с 28 января 1939 года; капитан 2-го ранга с 11 декабря 1940 года; контр-адмирал с 27 января 1951 года, вице-адмирал с 18 февраля 1958 года. В 1967—1974 гг. был начальником Военно-морской академии. С декабря 1987 года — в отставке.
Депутат Верховного Совета СССР 6-го и 7-го созывов.
Умер 20 июня 1997 года в Санкт-Петербурге. Похоронен на Серафимовском кладбище.

## Награды
- Орден Жукова;
- Два ордена Ленина (1954, 1967)[3];
- Орден Октябрьской революции
- Четыре Ордена Красного Знамени (1940, 1944, 1945, 1959)[3];
- Орден Ушакова 2 степени (1945)[3];
- Два ордена Отечественной войны 1-й степени (1945, 1985)[3];
- Орден Трудового Красного Знамени (1978)[3];
- Три ордена Красной Звезды (1943, 1946, 1963)[3];
- Медали;
- Иностранные ордена[3]:
  - «За заслуги перед Отечеством» в серебре (ГДР, 1965)
  - «Виртути Милитари» 3-го класса (ПНР, 1968)
  - Офицерский крест Возрождения Польши 2-го класса (ПНР, 1973)
  - «9 сентября 1944 года» I степени (НРБ)